# Crowley, Louisiana
Crowley är en stad i den amerikanska delstaten Louisiana med en yta av 13 km² och en folkmängd som år 2008 uppgick till 11 980 invånare. Crowley är administrativ huvudort i Acadia Parish. Orten har fått sitt namn efter Pat Crowley.

## Kända personer från Crowley
- John Breaux, politiker
- Winsor Harmon, skådespelare
- Clifford Joseph "Pee Wee" Trahan, countrymusiker